# Museo Arqueológico de Limasol
El Museo Arqueológico de Limasol (en griego: Αρχαιολογικό Μουσείο Επαρχίας Λεμεσού) es un museo situado en la ciudad chipriota de Limasol que expone objetos procedentes de toda el área del distrito homónimo con interés arqueológico.  
Fue fundado en 1948 e inicialmente estuvo ubicado en el castillo medieval de la ciudad hasta que en 1964 este castillo pasó a ser sede de la guardia nacional. En 1972 se empezó a construir un nuevo edificio para el museo que se inauguró en 1975.

## Colecciones
El museo alberga una serie de objetos arqueológicos del distrito de Limasol que permiten exponer la historia del área desde el 10.ª milenio a. C. hasta la época romana. Muchos de los objetos expuestos —jarrones, figurillas, joyas, monedas, herramientas, entre otros— proceden de la antigua ciudad de Amatunte, que tuvo una importancia notable durante toda la Antigüedad y en cuyo arte se observan importantes influencias orientales. Otros hallazgos pertenecen a otros asentamientos del área más pequeños, así como a santuarios y tumbas excavadas en la región. Entre estos destacan una serie de estatuas de piedra caliza procedentes de un santuario de Zeus.

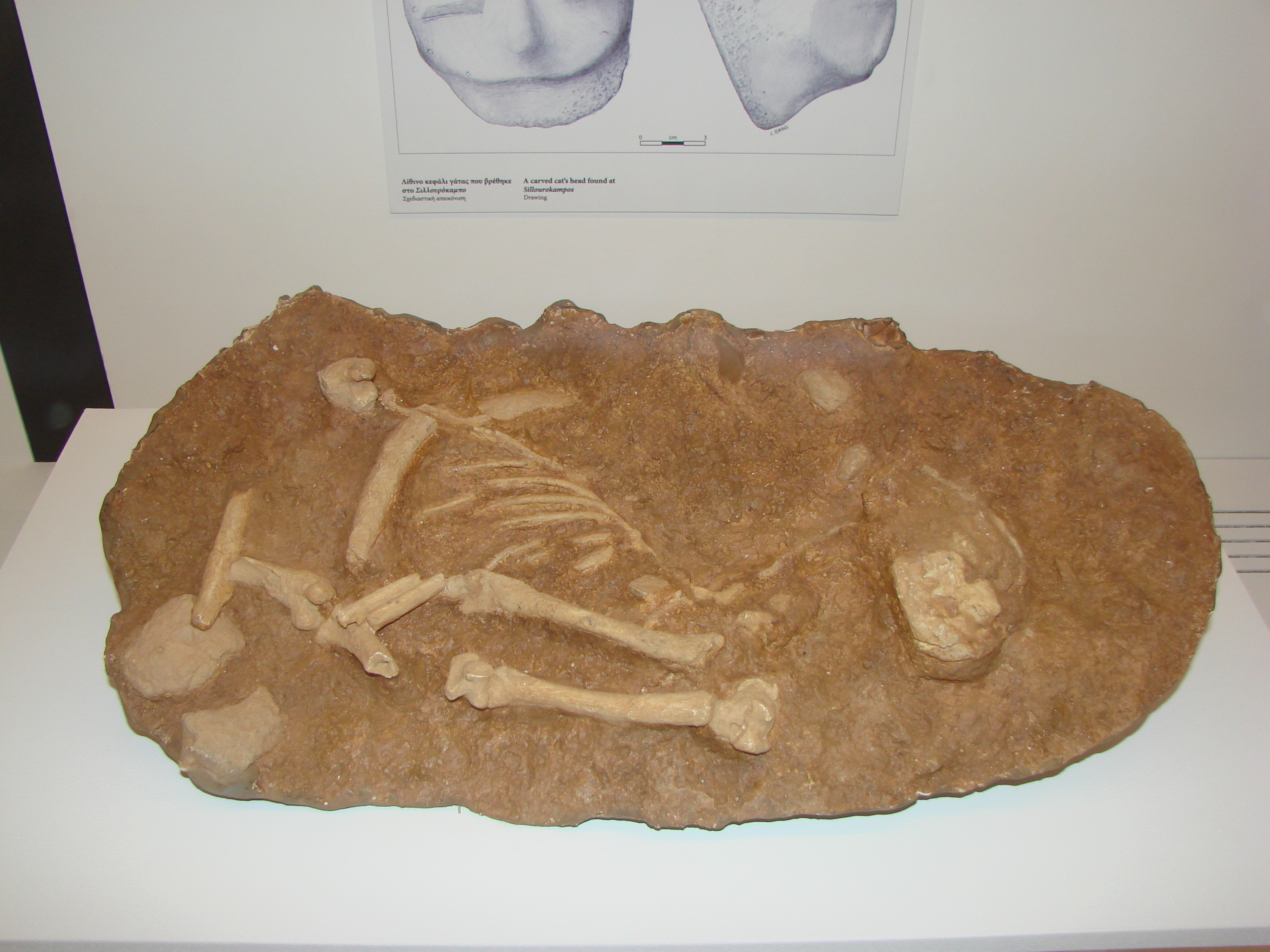
Restos del enterramiento de un gato del 7500-7000 a. C.
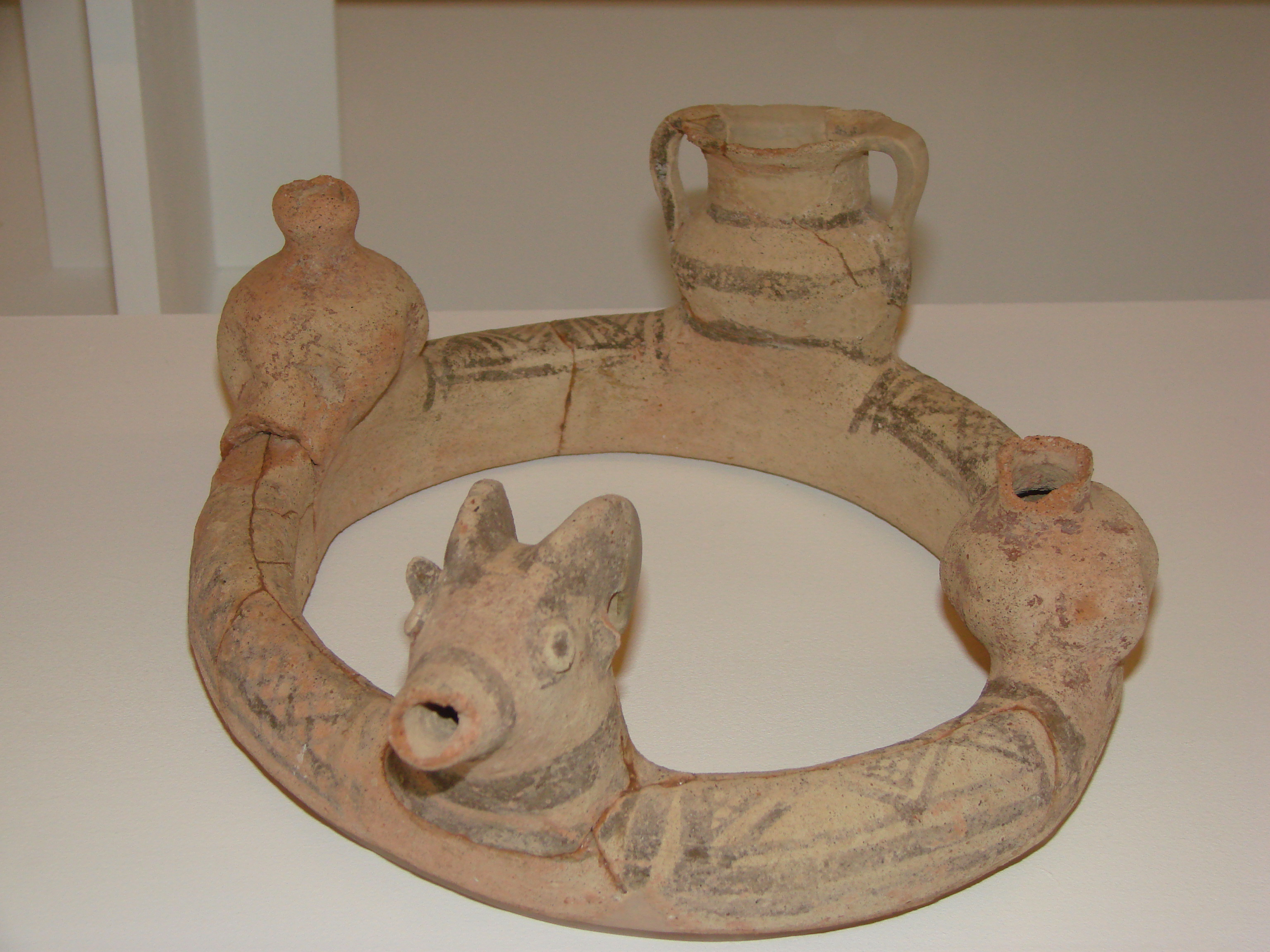
Cerno del siglo XI o X a. C.
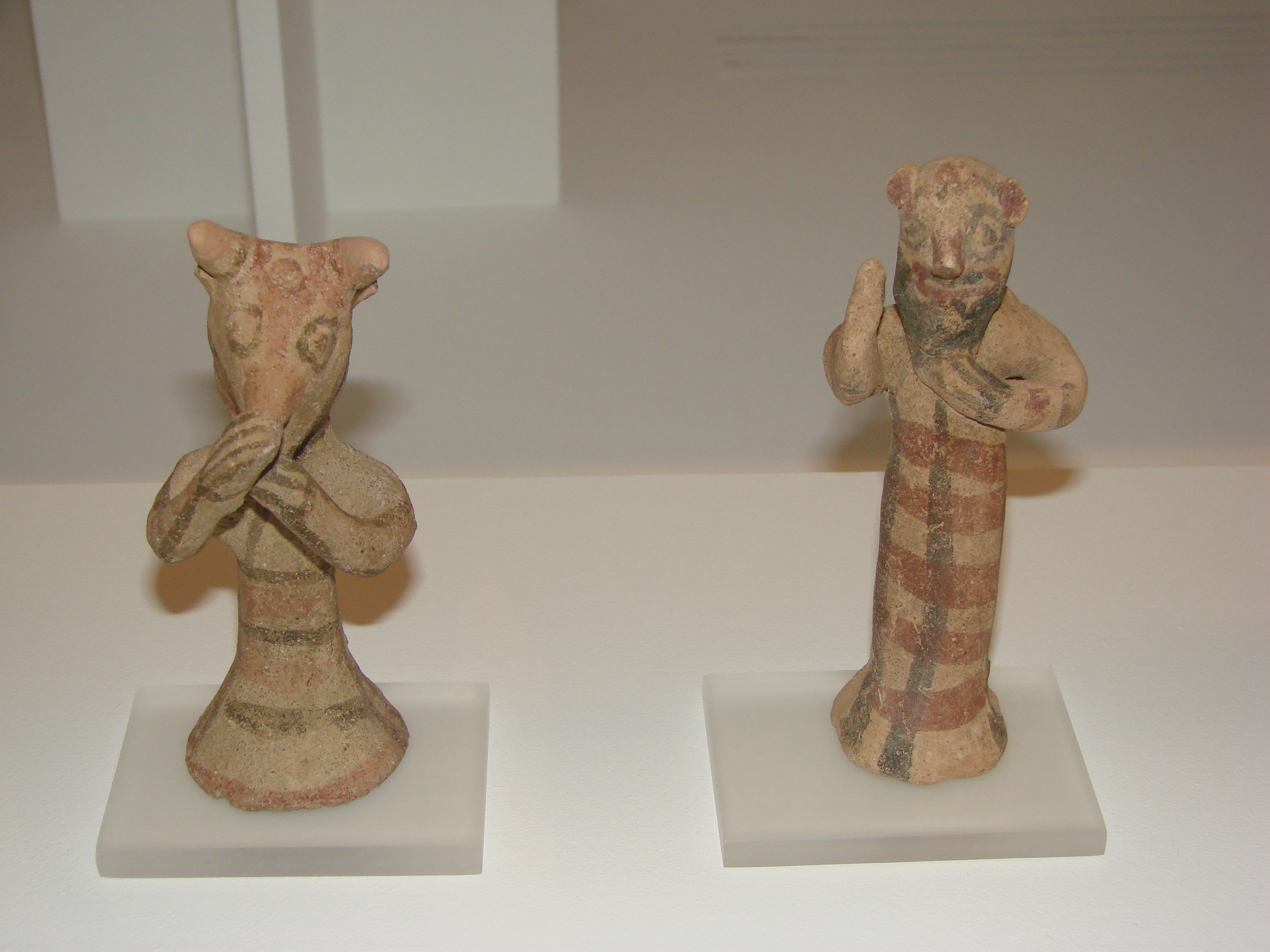
Algunas de las figurillas de terracota procedentes de Amatunte (600-480 a. C.)
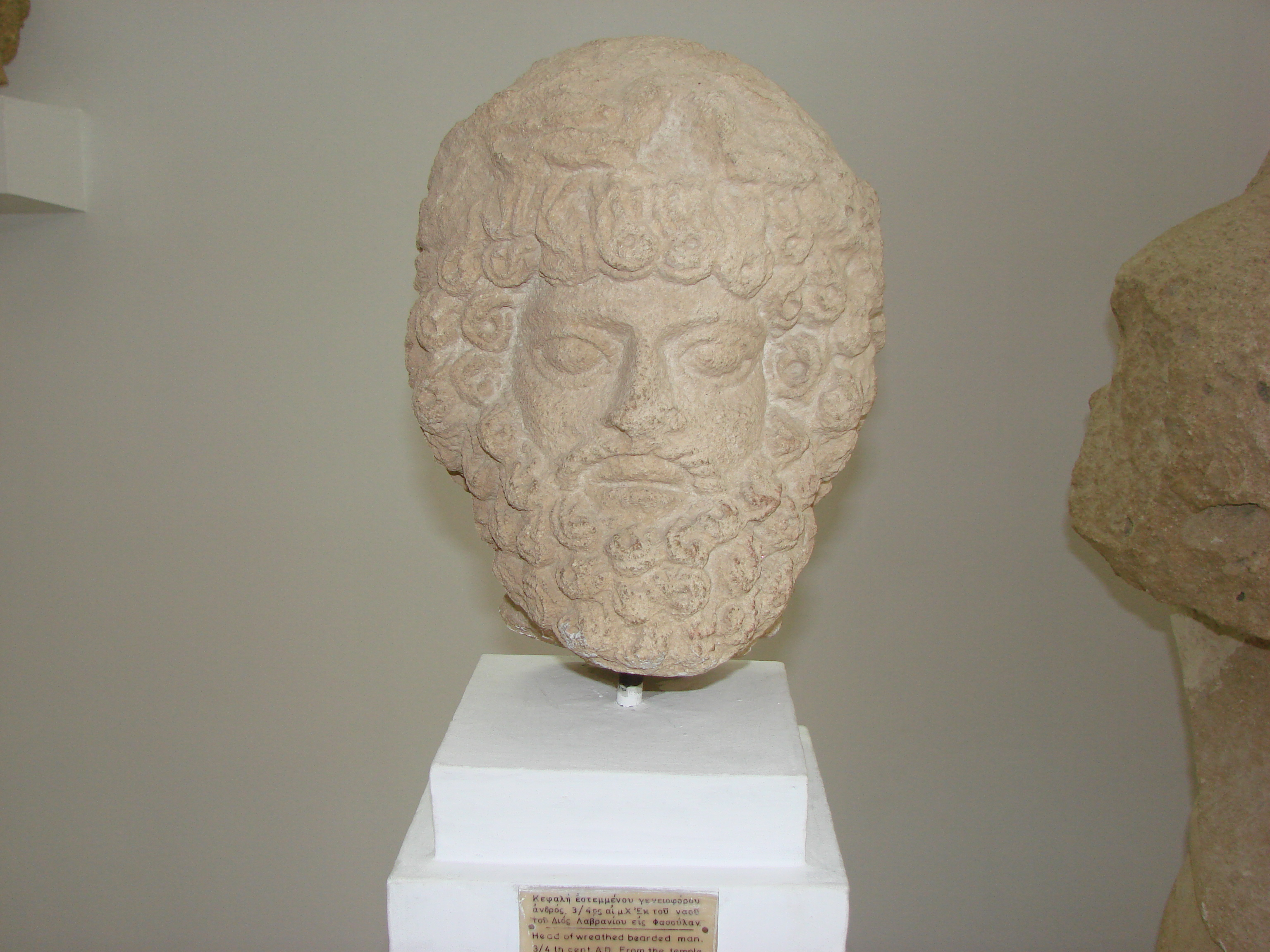
Cabeza de Zeus.